# غلامحسین نامی
غلامحسین نامی (زاده ۱۳۱۵) از پیشگامان جنبش هنر مدرن در نقاشی معاصر ایران است.

## زندگی‌نامه
نامی در سال ۱۳۱۵ در قم زاده شد. او در سال ۱۳۴۳ با مدرک کارشناسی نقاشی از دانشکده هنرهای زیبای دانشگاه تهران فارغ‌التحصیل شد. نامی در ۱۳۵۹ کارشناسی ارشد خود را از دانشگاه ویسکانسین-مدیسن گرفت.
غلامحسین نامی از مؤسسان گروه آزاد نقاشان و مجسمه‌سازان در سال ۱۳۵۳ است. او از بنیانگذاران انجمن هنرمندان نقاش ایران است و از ۱۳۷۷ تا ۱۳۸۰ ریاست این انجمن را برعهده داشته است. غلامحسین نامی از اعضای هیئت مؤسس و عضو شورایعالی و مشاور عالی خانهٔ هنرمندان ایران است.

## سوابق آموزشی
- ۱۳۴۳ تا ۱۳۶۵ در هنرستان هنرهای تجسمی
- ۱۳۴۸ تا ۱۳۵۱ در انستیتو تکنولوژی ونک
- ۱۳۴۷ تا ۱۳۵۴ و ۱۳۶۶ تا ۱۳۶۵ در دانشگاه الزهرا (سابقاً مدرسه عالی دختران)
- ۱۳۵۶ تا ۱۳۵۲ در دانشکدهٔ هنرهای تزئینی «دانشگاه هنر امروزی»
- ۱۳۵۱–۱۳۶۶ در دانشکدهٔ معماری و شهرسازی دانشگاه علم و صنعت ایران
- ۱۳۶۴–۱۳۷۱ در مرکز آموزش هنر فرهنگسرای نیاوران
- ۱۳۵۱–۱۳۶۶ در دانشگاه آزاد اسلامی

## جوایز
- ۱۳۴۵- جایزه اول در نمایشگاه گروهی هنرمندان ایران به مناسبت روز مادر در گالری بورگز تهران
- ۱۳۴۵- جایزه بورس دولت ایتالیا در پنجمین بینال منطقه ای تهران.
- ۱۳۴۶-مانسیون افتخار در نمایشگاه گروهی به مناسبت روز مبارزه با بی سوادی، موزه ایران باستان، تهران.
- ۱۳۴۷-جایزه اول در نمایشگاه هنرمندان ایران به مناسبت روز جهانی حقوق بشر، موزه ایران باستان تهران.
- ۱۳۴۹-جایزه ملی دولت فرانسه در جشنواره بین‌المللی کانی سورمر فرانسه.
- ۱۳۵۱-بورس یک ساله تحصیلی از دانشگاه تمپل شهر فیلادلفیا، آمریکا.
- ۱۳۵۹-دو مدال طلا و عضویت رسمی آکادمی هنر و کار ایتالیا
- ۱۳۶۲-جایزه ویژه فرهنگی و هنری بین‌المللی مجسمه پیروزی از مرکز مطالعات و پژوهش فرهنگی ایتالیا.
- ۱۳۶۲-مدال طلا از پارلمان بین‌المللی آمریکا، به پیشنهاد و معرفی آکادمی هنر و کار ایتالیا.
- ۱۳۶۳- جایزه مجسمه شعله طلائی از پارلمان بین‌المللی آمریکا.
- ۱۳۶۳- جایزه پرچم اروپائی هنر همراه با مدال طلا، از آکادمی اروپا، ایتالیا.
- ۱۳۶۴-جایزه اسکار ایتالیا ۱۹۸۵ از آکادمی ایتالیا.
- ۱۳۶۶- جایزه نخل طلائی اروپا از آکادمی اروپا، ایتالیا.

## موزه‌ها و مجموعه‌ها
- چندین اثر نقاشی، طراحی و مجسمه در گنجینه موزه هنرهای معاصر تهران.
- دو اثر نقاشی در موزه هنرهای معاصر کرمان (موزه صنعتی کرمان).
- چند اثر در موزه هنرهای زیبای کاخ سعدآباد تهران.
- یک اثر در مجموعه دائمی اینترنشنال هاوس در شهر فیلادلفیا، آمریکا.
- یک اثر در مجموعه هنری دانشگاه تمپل شهر فیلادلفیا، آمریکا.
- دو اثر در موزه هنر شهر میلواکی در ایالت ویسکانسین، آمریکا.
- دو اثر در مجموعه هنری دانشگاه ویسکانسین، شهر میلواکی، آمریکا.
- فروش تعداد زیادی از آثار نقاشی در حراج‌های بین‌المللی مانند: کریستیز، بونامز و حراج هنری تهران

## فعالیت‌های هنری
غلامحسین نامی بیش از بیست نمایشگاه فردی و بی‌شمار نمایشگاه‌های گروهی درایران و جشنواره‌های جهانی داشته است.
- از ۱۳۵۶ تا ۱۳۵۷ مسئول برنامه‌ریزی هنرهای تجسمی در اداره کل آموزش و پژوهش هنری وزارت فرهنگ و هنر.
- ۱۳۵۳ سرپرست هنرستان هنرهای تجسمی دختران «بهزاد»، وابسته به وزارت فرهنگ و هنر.
- ۱۳۵۹ معاونت هنری اداره کل آموزش و پژوهش هنری وزارت فرهنگ و ارشاد اسلامی.
- ۱۳۷۸ دبیر اولین نمایشگاه بین‌المللی طراحی معاصر ایران در موزه هنرهای معاصر تهران.
- ۱۳۷۷ تا ۱۳۸۰, رئیس انجمن هنرمندان نقاش ایران.
- ۱۳۷۹ دبیر نمایشگاه طراحی معاصر ایران " چشم انداز ۷۹", موزه هنرهای معاصر ایران.
- ۱۳۷۸ عضو هیئت داوری در چهارمین نمایشگاه هنرهای تجسمی جوانان کشور عمان.
- ۱۳۸۰ عضو هیئت داوری در پنجمین بینال نقاشی تهران.
- از اعضای هیئت مؤسس و عضو شورایعالی و مشاور عالی خانه هنرمندان ایران.
- ۱۳۸۱ تا ۱۳۸۳ عضو هیئت علمی نمایشگاه‌های «هنرهای جدید» در موزه هنرهای معاصر تهران و دانشگاه تهران.
- ۱۳۸۲ رئیس هیئت داوری در یازدهمین بینال آسیائی داکا، بنگلادش.
- ۱۳۸۶ بنیان‌گذاری مرکز هنرهای ایرانی- کانادائی نامی در شهر تورونتو کانادا
- ۱۳۹۵ بنیان‌گذاری " انجمن هنرهای تجسمی ایرانی- کانادائی، ایکوا در شهر تورونتو، کانادا.